# Stari poredak
- Kraljeva zastava u Staroj vladavini
- Grb Francuske od 1370-ih
- Kraljevina Francuska uoči revolucije 1789.

Stari poredak tj. Ancien Régime (fra. stari poredak, stara vladavina, bivši režim), naziv feudalno-apsolutističkog poretka u Francuskoj prije revolucije 1789.
Naziv je ušao u uporabu već prvih godina po padu Bastille. Osobito su se članovi Ustavotvorne skupštine služili tim nazivom. U restauracijsko vrijeme, ono plemstvo koje je s Burboncima vratilo iz emigracije, sebe je nazivalo "ljudima ancien régimea" za naglasiti svoju neprijateljskost naspram novim demokratskim idejama. Tocquevilleovo djelo Stari poredak i revolucija (L’Ancien Régime et la Révolution, 1856.) popularizirao je ovaj naziv u Europi. U širem smislu, izrazom "ancien régime" označuje se feudalne države onog vremena ili neki srušeni način vladanja ili stari poredak.